# Устойчивые образы китайской поэзии
Устойчивые образы использовались в китайской поэзии на протяжении многих столетий. Древняя китайская история, китайская литература, система верований, включая буддизм, конфуцианство и даосизм, сформировали китайскую систему ценностей, которая нашла своё отображение в художественной литературе. В лирических произведениях описывается китайская система строения окружающего мира, Небесных Владык и Фей, драконов и других мифических животных, звёзд и небесных светил, времён года, ветра, воды, деревьев, цветов, соответствия цвета различным периодам жизни человека, поклонения государям и уважения к старшим, забота о семье, дружба и верность. В современных китайских стихах также отмечается обращение поэтов к традиционным ценностям и символам, которые были присущи Китаю на протяжении тысячелетий.

## Некоторые часто встречающиеся образы

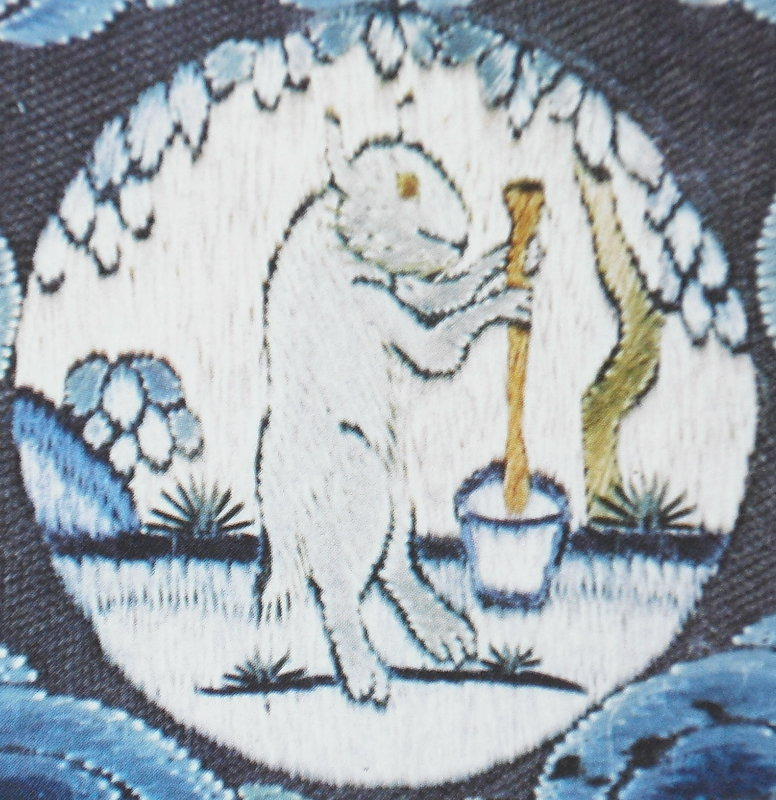
Белый заяц толчёт в ступе снадобье бессмертия

Белый заяц (кит. упр. 白兔, палл. бай ту) — по легенде на Луне живет белый заяц, который толчёт в ступе снадобье бессмертия. Попробовавший его будет вечно жить на Луне.
Великий предел — исток всего сущего, в том числе трёх начал — неба, земли, человека.
Ветер с дождём — вино.
Белый владыка — один из пяти мировых Владык, правитель Запада.
Красная вода — признак весны, когда воды несут лепестки цветов сливы, персика и других деревьев.
Распущенные волосы — желание стать отшельником или траур по близкому человеку.
Воронья стая — духовная чернь, толпа.
Врата пустоты (кит. упр. 空门, палл. кун мэнь) — буддистское учение.
Встреча в тутовнике — символ любовного свидания.
Горный цветок — символ уверенности в стойкости друзей.
Одинокий гусь — символ бесприютного скитальца, иногда — вестника.
Дикий гусь — символ записки, письма.
Девятый день девятой луны — праздник середины осени.
Праздник холодной пищи — трёхдневный весенний пост, когда не полагалось есть горячую еду в память о верном слуге.
Дождь и облака — символ свидания. По легенде к некому князю во сне явилась фея горы Ушань и разделила с ним ложе. Уходя, она сказала: «Я рано бываю утренней тучкой, а вечером поздно иду я дождём».

Традиционное изображение Великого Предела

Зелёный синий или лазоревый дракон (кит. упр. 青龙, палл. Цинлун) — один из четырёх знаков зодиака, символ востока, весеннего возрождения под цвет зелёной травы. Встреча с лазоревым драконом — предвестие счастья.
Дракон-свеча — мифический страж севера, гигантский змей с человеческим лицом. Во рту к него вместо зубов находятся свечи. Когда он открывал глаза и пасть, весь мир озарялся ярким светом.
Спящие драконы — признак осени, по поверьям, осенью водяные драконы опускаются на дно и погружаются в спячку.
Дух ветра и потока — состояние полной внутренней свободы, раскованность, творческое вдохновение.
Золотая волна — синоним осенних вод. Осени соответствует элемент металла, в том числе и золота.
Жёлтые истоки или родники (黄泉) — загробный мир. Девять истоков — образное обозначение загробного подземного мира.
Северный Ковш — созвездие Большой Медведицы.
Козодой — мотив и символ разлуки. Крик козодоя, по поверью, созвучен со словами «вернись назад».
Куньлунь — горный хребет на западе Китая, где живет бессмертная фея Си-ван-му — владычица Запада, в садах которой растет персиковое дерево, плодоносящее один раз в несколько тысяч лет. Отведавший плодов персика обретал бессмертие.
Девятихвостая лиса — символ коварства.
Любящие реки и озёра — те, кто предпочитает жить на лоне природы.
Меч и туфли — высшие сановники.
Пятицветные облака — добрый, хороший символ (связано с легендой о Нюйве, починившей небо разноцветными камнями).
Белый олень переносил по земле бессмертных и магов, близких к достижению бессмертия. Пасти́ оленя — воспитывать свой дух, чтобы быть равным бессмертным небожителям.
Парча, вышитая письменами — легенда о тоскующей в разлуке жене, которая вплела письмена в орнамент парчи, чтобы рассказать мужу о себе.
Источник персика — находящийся в гуще цветущих персиковых деревьев чистый источник, возле которого находится вход в пещеру, ведущую в счастливую страну, где живут люди из далёкого прошлого, существуя в параллельном измерении к существующему миру. Они весело живут мирной сельской жизнью, а время для них остановилось.

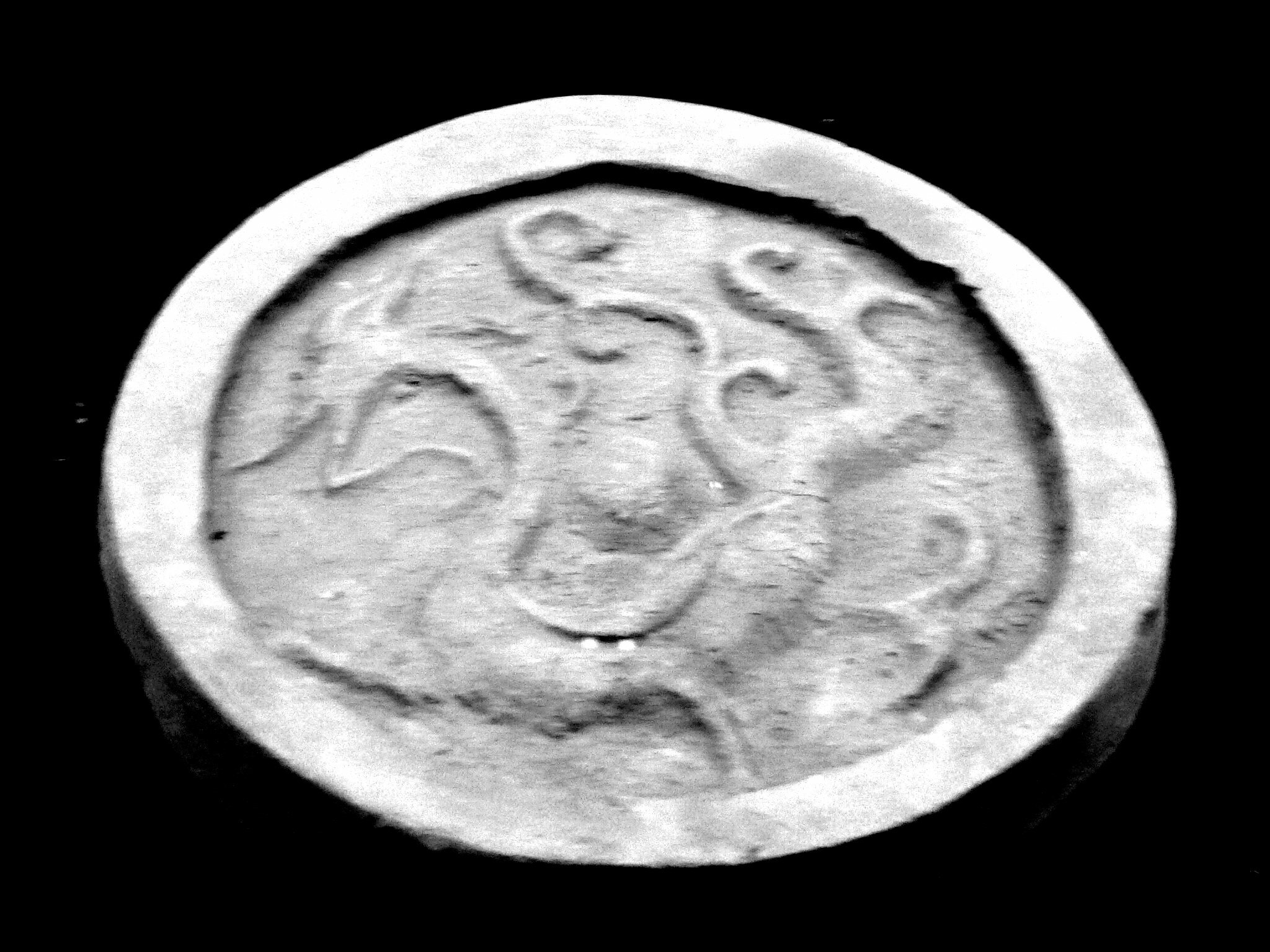
Цин Лун, Лазурный дракон — один из четырёх китайских знаков зодиака. Иногда он называется Лазоревым драконом Востока

Небесный петух — живущий на гигантском дереве на берегу Восточного моря петух, который возвещает зарю, а ему откликаются все петухи Китая.
Небесные пещеры — жилище бессмертных.
Плот восьмой луны — примета осени, связан с легендой о том, как некто в восьмую луну (примерно в сентябре) увидел на берегу моря выстроенный плот, отправился на нём в путешествие и достиг Млечного пути.
Полумесяц — символ осени, заката года.
Желтый пояс — принадлежность даосского одеяния.
Драгоценный пух хлопка Будды — сильный снегопад в новогодний период считался подарком Будды и предвещал счастливый следующий год.
Пять — пять добродетелей: человеколюбие, верность долгу, следование обрядам, мудрость, доверие.
Пять Вершин — пять священных гор Китая, расположенных по четырём сторонам света и в центре, являющихся опорами небосвода.
Серебряная река — Млечный Путь (Небесная Река).
Роса — символ быстротечности и хрупкости жизни.
Белый рис — метафорическое обозначение серебра.
Цветы сливы — белые, красные, розовые с пятью лепестками являются символами весны, молодости, красоты.
Сосна и кипарис в китайской поэзии символизируют духовную стойкость, неизменность устремлений, жизненную силу и долголетие. Даосские маги использовали семена кипариса и сосны для продления жизни. Сосна и кипарис на кладбище вызывают печальные думы о смерти, о быстротечности и непрочности человеческой жизни.
Большая стирка — «грохот вальков», примета осени, стирка устраивается перед тем, как сложить в сундуки летнюю одежду.
Суп брачного согласия — полагалось есть во время брачной церемонии в честь двух божеств согласия Хэ и Хэ.
Белый тигр(кит. упр. 白虎, пиньинь Bái Hǔ, палл. байху) — один из четырёх знаков зодиака, символ запада, предвестник беды. На западе находится страна мёртвых.

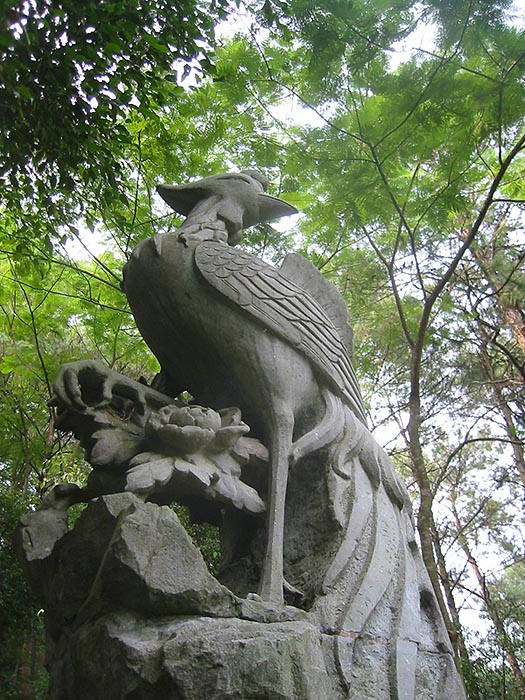
Гнездо феникса — присутствие феникса считается признаком процветания страны и благоденствия народа

Ткать надежду — отсылка к легенде о пастухе и ткачихе. Дочь Небесного владыки (звезда в созвездии Лиры) искусно ткала бесконечную облачную парчу в небесах. Отец выдал её замуж за Пастуха (звезда в созвездии Орла). Охваченная любовью Ткачиха совсем перестала ткать парчу. Тогда Небесный владыка разлучил супругов. Им было позволено встречаться только раз в году — в седьмой день седьмого лунного месяца, переправляясь через Млечный Путь по волшебному мосту, который строили слетавшиеся со всего мира сороки из своих хвостов.
Три — истинный путь неба, земли и людей.
Понукать тучи — летать на тучах мог даосский бессмертный, достигший высокой степени очищения. Бессмертные летали и на белых журавлях.
Утка — образ вышитой маленькой уточки как символ любви. Одеяло с вышитыми уточками — символ брачных утех. Уточка-мандаринка — символ супружеского согласия.
Гнездо феникса — присутствие феникса считается признаком процветания страны и благоденствия народа. Отсутствие гнезда говорит о том, что феникс не прилетит.
Холодный звук котлов — котлы для варки пищи в ночное время использовались для подачи различных звуковых сигналов.
Хризантема — в древнем Китае пили вино с лепестками хризантемы, горечь которых напоминала о приходе осени.
Пояс, украшенный цветами граната — один из подарков для новобрачной, символ многочисленного потомства.
Цикады — примета приближающейся осени и быстротечности жизни, несмотря на мелодичное пение цикад и появление светлячков.
Белый шёлк — символ седых волос.
Шесть кладовых — печень, желудок, толстые и тонкие кишки, мочевой пузырь, дыхательный и пищевой тракты.
Изначальный эфир — неуничтожимая материально-духовная субстанция, из которой в процессе осуществления великого Дао (пути вселенной) образовался наш мир, где попеременно преобладают инь и ян, но человек проходит свой путь только один раз.
Круглая яшма — полированное кольцо «би» из светло-зеленого нефрита с отверстием посредине. Ширина кольца была равна отверстию посредине. «Би» символизировало небо, его бесконечность и даруемую им власть.